# Gran Premio di Spagna 2005
Il Gran Premio di Spagna 2005 è stata la quinta prova della stagione 2005 del campionato mondiale di Formula 1. Si è corso domenica 8 maggio 2005 sul Circuit de Catalunya, a Montmeló, vicino a Barcellona. La gara è stata vinta per la prima volta in stagione dal finlandese della McLaren Kimi Räikkönen, che ha preceduto sul traguardo lo spagnolo Fernando Alonso e l'italiano Jarno Trulli.

## Vigilia

### Aspetti sportivi
A seguito della decisione della International Court of Appeal della FIA, riunitasi il 4 maggio, la BAR viene sospesa per due Gran Premi, quello di Spagna e quello di Monaco, a causa delle irregolarità tecniche riscontrate dopo il GP di San Marino; inoltre, con l'esclusione delle due vetture dall'ordine d'arrivo della gara di Imola, i 10 punti ottenuti in quell'occasione dai due piloti Jenson Button e Takuma Satō vengono persi. La scuderia, che era già presente sul circuito spagnolo, il 6 maggio rinuncia a fare appello contro la decisione.
Nelle prove libere del venerdì, oltre ai piloti titolari, partecipano alle due sessioni anche Pedro de la Rosa con la McLaren, Christian Klien con la Red Bull, Ricardo Zonta con la Toyota e Robert Doornbos con la Jordan.

## Prove

### Risultati
Nella prima sessione del venerdì si è avuta questa situazione:
| Pos | Nº | Pilota           | Costruttore      | Tempo    | Gap    | Giri |
| --- | -- | ---------------- | ---------------- | -------- | ------ | ---- |
| 1   | 35 | Pedro de la Rosa | McLaren-Mercedes | 1:15.675 |        | 15   |
| 2   | 37 | Christian Klien  | RBR-Cosworth     | 1:16.821 | +1.146 | 25   |
| 3   | 8  | Nick Heidfeld    | Williams-BMW     | 1:17.047 | +1.372 | 12   |

Nella seconda sessione del venerdì si è avuta questa situazione:
| Pos | Nº | Pilota           | Costruttore      | Tempo    | Gap    | Giri |
| --- | -- | ---------------- | ---------------- | -------- | ------ | ---- |
| 1   | 35 | Pedro de la Rosa | McLaren-Mercedes | 1:15.062 |        | 28   |
| 2   | 38 | Ricardo Zonta    | Toyota           | 1:16.220 | +1.158 | 34   |
| 3   | 8  | Nick Heidfeld    | Williams-BMW     | 1:16.527 | +1.465 | 30   |

Nella prima sessione del sabato si è avuta questa situazione:
| Pos | Nº | Pilota               | Costruttore | Tempo    | Gap    | Giri |
| --- | -- | -------------------- | ----------- | -------- | ------ | ---- |
| 1   | 6  | Giancarlo Fisichella | Renault     | 1:15.605 |        | 6    |
| 2   | 1  | Michael Schumacher   | Ferrari     | 1:15.631 | +0.026 | 10   |
| 3   | 17 | Ralf Schumacher      | Toyota      | 1:15.860 | +0.255 | 10   |

Nella seconda sessione del sabato si è avuta questa situazione:
| Pos | Nº | Pilota             | Costruttore      | Tempo    | Gap    | Giri |
| --- | -- | ------------------ | ---------------- | -------- | ------ | ---- |
| 1   | 17 | Ralf Schumacher    | Toyota           | 1:14.280 |        | 13   |
| 2   | 9  | Kimi Räikkönen     | McLaren-Mercedes | 1:14.462 | +0.182 | 11   |
| 3   | 10 | Juan Pablo Montoya | McLaren-Mercedes | 1:14.672 | +0.392 | 12   |

## Qualifiche

### Resoconto
Nella prima sessione i primi quattro piloti sono distanziati da soli settantacinque millesimi: il miglior tempo lo segna Jarno Trulli, seguito da Fernando Alonso, Kimi Räikkönen e Ralf Schumacher. Dalle due Williams, a due decimi e mezzo di distacco dall'italiano della Toyota, in poi i distacchi si fanno più pesanti.
Nella seconda sessione il miglior tempo lo segna Räikkönen, che precede di soli ventiquattro millesimi Mark Webber. Alle loro spalle si portano Fernando Alonso e Ralf Schumacher mentre Trulli, che aveva ottenuto la miglior prestazione al termine della sessione del sabato, è distante ben sei decimi dalla vetta.
La somma dei tempi vede Räikkönen e Webber in prima fila, seguiti da Alonso e Ralf Schumacher. Si collocano in fondo allo schieramento Nick Heidfeld e Rubens Barrichello che, dopo aver sostituito il motore, non compiono il loro giro di qualifica per risparmiare gomme e carburante, oltre a Tiago Monteiro, il cui propulsore si rompe nel corso della sessione.

### Risultati
Nelle sessioni di qualifica si è avuta questa situazione:
| Pos | N° | Pilota               | Costruttore      | Q1       | Q2          | Totale      | Distacco | Griglia |
| --- | -- | -------------------- | ---------------- | -------- | ----------- | ----------- | -------- | ------- |
| 1   | 9  | Kimi Räikkönen       | McLaren-Mercedes | 1:14.819 | 1:16.602    | 2:31.421    |          | 1       |
| 2   | 7  | Mark Webber          | Williams-BMW     | 1:15.042 | 1:16.626    | 2:31.668    | +0.247   | 2       |
| 3   | 5  | Fernando Alonso      | Renault          | 1:14.811 | 1:16.880    | 2:31.691    | +0.270   | 3       |
| 4   | 17 | Ralf Schumacher      | Toyota           | 1:14.870 | 1:17.047    | 2:31.917    | +0.496   | 4       |
| 5   | 16 | Jarno Trulli         | Toyota           | 1:14.795 | 1:17.200    | 2:31.995    | +0.574   | 5       |
| 6   | 6  | Giancarlo Fisichella | Renault          | 1:15.601 | 1:17.229    | 2:32.830    | +1.409   | 6       |
| 7   | 10 | Juan Pablo Montoya   | McLaren-Mercedes | 1:15.902 | 1:17.570    | 2:33.472    | +2.051   | 7       |
| 8   | 1  | Michael Schumacher   | Ferrari          | 1:15.398 | 1:18.153    | 2:33.571    | +2.130   | 8       |
| 9   | 14 | David Coulthard      | RBR-Cosworth     | 1:15.795 | 1:18.373    | 2:34.148    | +2.747   | 9       |
| 10  | 12 | Felipe Massa         | Sauber-Petronas  | 1:15.863 | 1:18.361    | 2:34.224    | +2.803   | 10      |
| 11  | 15 | Vitantonio Liuzzi    | RBR-Cosworth     | 1:16.288 | 1:19.014    | 2:35.302    | +3.881   | 11      |
| 12  | 11 | Jacques Villeneuve   | Sauber-Petronas  | 1:16.794 | 1:19.686    | 2:36.480    | +5.059   | 12      |
| 13  | 19 | Narain Karthikeyan   | Jordan-Toyota    | 1:18.557 | 1:20.711    | 2:39.268    | +7.847   | 13      |
| 14  | 18 | Tiago Monteiro       | Jordan-Toyota    | 1:19.040 | 1:20.903    | 2:39.943    | +8.522   | 18      |
| 15  | 21 | Christijan Albers    | Minardi-Cosworth | 1:19.563 | 1:21.578    | 2:41.141    | +9.720   | 14      |
| 16  | 20 | Patrick Friesacher   | Minardi-Cosworth | 1:20.306 | 1:22.453    | 2:42.759    | +11.338  | 15      |
| 17  | 8  | Nick Heidfeld        | Williams-BMW     | 1:15.038 | senza tempo | senza tempo | –        | 17      |
| 18  | 2  | Rubens Barrichello   | Ferrari          | 1:15.746 | senza tempo | senza tempo | –        | 16      |

Con i tempi in grassetto sono visualizzate le migliori prestazioni in ciascuna sessione.

## Gara

### Resoconto
Alla partenza scatta bene Kimi Räikkönen, che prende subito il comando della corsa, pessimo invece lo scatto di Mark Webber che viene superato sia da Fernando Alonso sia da Ralf Schumacher; nelle retrovie però le Minardi di Christijan Albers e Patrick Friesacher hanno della difficoltà a partire in seguito ad alcuni problemi elettronici che pertanto costringono all'ingresso della safety car, la quale rimane in pista per i primi giri della gara. Al settimo giro Juan Pablo Montoya è protagonista di un testacoda senza conseguenze, mentre Vitantonio Liuzzi si gira nello stesso punto del colombiano due passaggi dopo, rimanendo però impantanato nella ghiaia dovendosi pertanto ritirare. La gara prosegue lineare fino al quarantaquattresimo giro quando Michael Schumacher, mentre si trovava in terza posizione, rientra ai box lamentando dei problemi alla gomma posteriore sinistra, che viene sostituita; due giri dopo, tuttavia, è costretto al ritiro per un altro problema, questa volta occorso allo pneumatico anteriore sinistro. La girandola dei rifornimenti non modifica le posizioni di testa, che si stabilizzano con Räikkönen davanti ad Alonso e Jarno Trulli, che riesce a sopravanzare il suo compagno di squadra Ralf Schumacher: completano la zona punti Giancarlo Fisichella, Webber, Juan Pablo Montoya e David Coulthard.

### Risultati
I risultati del Gran Premio sono i seguenti:
| Pos | Nº | Pilota               | Costruttore      | Gomme | Giri | Tempo/Ritiro         | Griglia | Punti |
| --- | -- | -------------------- | ---------------- | ----- | ---- | -------------------- | ------- | ----- |
| 1   | 9  | Kimi Räikkönen       | McLaren-Mercedes | M     | 66   | 1:27:16.830          | 1       | 10    |
| 2   | 5  | Fernando Alonso      | Renault          | M     | 66   | +27.652              | 3       | 8     |
| 3   | 16 | Jarno Trulli         | Toyota           | M     | 66   | +45.947              | 5       | 6     |
| 4   | 17 | Ralf Schumacher      | Toyota           | M     | 66   | +46.719              | 4       | 5     |
| 5   | 6  | Giancarlo Fisichella | Renault          | M     | 66   | +57.936              | 6       | 4     |
| 6   | 7  | Mark Webber          | Williams-BMW     | M     | 66   | +1:08.542            | 2       | 3     |
| 7   | 10 | Juan Pablo Montoya   | McLaren-Mercedes | M     | 65   | +1 giro              | 7       | 2     |
| 8   | 14 | David Coulthard      | RBR-Cosworth     | M     | 65   | +1 giro              | 9       | 1     |
| 9   | 2  | Rubens Barrichello   | Ferrari          | B     | 65   | +1 giro              | 16      |       |
| 10  | 8  | Nick Heidfeld        | Williams-BMW     | M     | 65   | +1 giro              | 17      |       |
| 11  | 12 | Felipe Massa         | Sauber-Petronas  | M     | 63   | Pneumatico           | 10      |       |
| 12  | 18 | Tiago Monteiro       | Jordan-Toyota    | B     | 63   | +3 giri              | 18      |       |
| 13  | 19 | Narain Karthikeyan   | Jordan-Toyota    | B     | 63   | +3 giri              | 13      |       |
| Rit | 11 | Jacques Villeneuve   | Sauber-Petronas  | M     | 51   | Pressione dell'acqua | 12      |       |
| Rit | 1  | Michael Schumacher   | Ferrari          | B     | 46   | Pneumatico           | 8       |       |
| Rit | 21 | Christijan Albers    | Minardi-Cosworth | B     | 19   | Cambio               | 14      |       |
| Rit | 20 | Patrick Friesacher   | Minardi-Cosworth | B     | 11   | Testacoda            | 15      |       |
| Rit | 15 | Vitantonio Liuzzi    | RBR-Cosworth     | M     | 9    | Testacoda            | 11      |       |

## Classifiche mondiali

### Piloti
| Pos | Pilota               | Punti |
| --- | -------------------- | ----- |
| 1   | Fernando Alonso      | 44    |
| 2   | Jarno Trulli         | 26    |
| 3   | Kimi Räikkönen       | 17    |
| 4   | Giancarlo Fisichella | 14    |
| 5   | Ralf Schumacher      | 14    |
| 6   | Mark Webber          | 12    |
| 7   | Michael Schumacher   | 10    |
| 8   | Juan Pablo Montoya   | 10    |
| 9   | David Coulthard      | 10    |
| 10  | Nick Heidfeld        | 9     |
| 11  | Rubens Barrichello   | 8     |
| 12  | Alexander Wurz       | 6     |
| 13  | Jacques Villeneuve   | 5     |
| 14  | Pedro de la Rosa     | 4     |
| 15  | Christian Klien      | 3     |
| 16  | Felipe Massa         | 2     |
| 17  | Vitantonio Liuzzi    | 1     |

### Costruttori
| Pos | Team             | Punti |
| --- | ---------------- | ----- |
| 1   | Renault          | 58    |
| 2   | Toyota           | 40    |
| 3   | McLaren-Mercedes | 37    |
| 4   | Williams-BMW     | 21    |
| 5   | Ferrari          | 18    |
| 6   | RBR-Cosworth     | 14    |
| 7   | Sauber-Petronas  | 7     |